# Ludwig Zack
Ludwig Zack (* 23. Januar 1934 in Ebersbrunn; † 29. Jänner 2015) war ein österreichischer Priester und Bundespräses von Kolping Österreich.

## Leben
Zack studierte an der Katholisch-Theologischen Fakultät der Universität Wien. 1959 wurde er von Kardinal Franz König zum Priester geweiht und war anschließend bis 1961 Kaplan in Lanzenkirchen bei Wiener Neustadt. 1961 kam er in die Pfarre Lichtental. Im Jahr 1969 wurde er vom Zentralrat des Österreichischen Kolpingwerkes zum Bundespräses von Kolping Österreich gewählt. Zack übte dieses Amt bis 2006 aktiv aus und wurde anschließend zum Ehrenpräses ernannt.

## Auszeichnungen
- Berufstitel Professor
- Goldenes Ehrenzeichen der Länder Salzburg, Niederösterreich und Wien
- 1990: Großes Ehrenzeichen für Verdienste um die Republik Österreich[4]
- 2011: Verdienstorden des Landes Südtirol
- 2014: Österreichisches Ehrenkreuz für Wissenschaft und Kunst[5][6]